# Antón Riveiro Coello
Antón Riveiro Coello (Xinzo de Limia, 1964) è uno scrittore spagnolo galego.
Nato a Xinzo de Limia nel 1964, Antón Riveiro Coello ha studiato diritto all'Università di Santiago e attualmente lavora per l'amministrazione autonoma. È uno dei narratori più premiati della letteratura galega dell'ultimo decennio.

## Opere

### In lingua gallega
- Valquiria (romanzo), Novo Século, s. l. 1993.
- Parque Central e outros relatos (racconti), Espiral Maior, A Coruña 1996.
- A historia de Chicho Antela (romanzo), Espiral Maior, A Coruña 1997.
- Airadas de palabras (racconti), Laiovento, Santiago de Compostela 1998.
- Animalia (racconti), Editorial Galaxia, Vigo 1999.
- A quinta de Saler (romanzo), Editorial Galaxia, Vigo 1999.
- As rulas de Bakunin (romanzo), Editorial Galaxia, Vigo 2000.
- Homónima (romanzo breve), Editorial Galaxia, Vigo 2001.
- Cartafol do Barbanza (saggio), A Nosa Terra, Vigo 2002.
- A canción de Sálvora (racconti), A Nosa Terra, Vigo 2002.
- A esfinxe de amaranto (romanzo breve), Editorial Galaxia, Vigo 2003.
- Casas baratas (racconti), Editorial Galaxia, Vigo 2005.
- Limaiaé (poesia), Centro de Cultura Popular da Limia, Xinzo de Limia, 2005.
- A voz do lago (letteratura per bambini), Editorial Galaxia, Vigo 2007.
- Os ollos de K (romanzo), Editorial Galaxia, Vigo 2007.
- As pantasmas de auga (racconti), Bourel, S/L 2010.
- O paso do esquecemento (letteratura per bambini), Centro de Cultura Popular da Limia, Xinzo de Limia, 2011.
- Laura no deserto (romanzo), Editorial Galaxia, Vigo 2011.
- Acordes náufragos (2013). Editorial Galaxia. (9 raconti).
- Os elefantes de Sokúrov (2015). Editorial Galaxia (romanzo).
- A ferida do vento (2016). Editorial Galaxia. (romanzo).
- Á sombra dos bonsais (2017). Editorial Galaxia. (raconti).
- Carlos Casares. O neno que quería xogar co mundo (2017). La Voz de Galicia. (prova)

### Riconoscimenti
- Premio Camilo José Cela per Valquiria (1993).
- Nei volumi Parque Central (1996) e Airadas de palabras (1998) sono riuniti i racconti premiati nei concorsi letterari «Manuel Murguía» e «Modesto R. Figuieiredo» tra gli anni 1991 e 1997.
- Premio Café Dublín per Animalia (1999).
- Premio García Barros per I figli di Bakunin (2000).
- Premio «Álvaro Cunqueiro» di Narrativa con Homónima (2000).